# Заблуждение
Заблужде́ние — ошибочное, несоответствующее, неправильное отражение предметов и явлений в сознании человека.
Противопоставляется истинному, адекватному представлению о предметах и явлениях, воспроизводящим предмет в сознании таким, каков он есть на самом деле.
Заблуждение нельзя отождествлять с ложью, то есть с намеренным сознательным искажением подлинного положения вещей. Заблуждающийся человек искренне верит в то, что он близок к истине.
Взаимосвязь истины и заблуждения в процессе познания сложна и противоречива. Оценка некоторого утверждения (рассуждения, теории) как заблуждения, вызванного применением ограниченных средства и приёмов познания, после развития более совершенных средства и приёмов, оставляет вопрос об истинности новообретённого представления. С точки зрения абсолютной истины, найденная истина является относительной, всего лишь ступенькой к истине абсолютной, — и на следующем этапе, после вскрытия более глубокой, более адекватной истины, будет признана заблуждением. Это соотношение не является абсолютным — с точки зрения более глубокой истины, представления предыдущего этапа не обязательно являются заблуждением; так, ньютонова механика в рамках теории относительности остаётся истинной, но имеет ограниченную область применения.
Мало того, развитие более совершенных средства и приёмов познания с успехами науки открывают путь не только к новым знаниям, но одновременно и к новым заблуждениям.
Как показывает история философии и история научного познания, понятия «истина» и «заблуждение» являются исторически изменчивыми и относительными характеристиками конкретных результатов познания.

## Описание
Античные философы источник заблуждения видели в несовершенстве чувственной ступени познания, в несовершенстве познавательных способностей человека.
В новое время английский философ Френсис Бэкон источник заблуждения искал в ложных идеях, которые он называл «призраками» или «идолами». Призраки рода ввдят в заблуждение, так как примешивают к природе вещей общую природу человека. Призраки пещеры искажают знание, так как накладывают на знание индивидуальные особенности каждого человека. Призраки рынка ведут к заблуждению, так как люди пользуются неверным истолкованием слов. Призраки театра — это ложные учения, завлекающие людей, подобно пышным представлениям. Избавиться от этих источников заблуждения можно, по Бэкэну, только в результатеобращения к опытуи к такому методу познания, как индукция.
Немецкий философ Лейбниц говорил о таких четырёх причинах заблуждений, как недостаток доказательств, недостаточное умение пользоваться ими, отсутствие желания пользоваться ими и неверные правила вероятности. Заблуждениям, по его мнению, способствуют вера человека в авторитеты, а также обуревающие его страсти.
Английские философы Гоббс и Локк источник заблуждения видели в нарушении логических правил образования суждений. Кант объяснял причину заблуждений нравственным несовершенством, присущим природе человека. По Гегелю, «заблуждение — есть момент в развитии истины. Заблуждение односторонне отображает истинное положение вещей, но через него познание идёт к истине». Гегель отличал заблуждение от случайных ошибок.
Философия марксизма рассматривает заблуждение как результат ограниченности практики или неправильного её понимания, что приводит к одностороннему отражению объективной действительности. Заблуждение может быть результатом поспешных непродуманных выводов или субъективных взглядов и предубеждений, или результатом плохого знания положения дел в исследуемой области.
Заблуждением К. Маркс назвал идеал Смита и Рикардо, будто единичный и обособленный охотник и рыболов — не результат истории, а её исходный пункт. "Это заблуждение , — пишет Маркс, — было до сих пор свойственно каждой новой эпохе. Причиной заблуждения может быть и неправильно истолкованное слово. Так например, пишет К. Маркс в «Теориях прибавочной стоимости» «слово перепроизводство само по себе вводит в заблуждение. До тех пор, пока не удовлетворены самые насущные потребности значительной части общества или хотя бы только самые непосредственные её потребности, абсолютно не может быть речи о перепроизводстве продуктов — в том смысле, что масса продуктов была бы избыточна по сравнению с потребностью в них. Наоборот, следует сказать, что на основе капиталистического производства в этом смысле постоянно имеется недопроизводство. Но производство продуктов и перепроизводство товаров — две совершенно различные вещи».
Воронка заблуждений
Известный американский психолог Дэн Ариели ввел понятие «воронка заблуждений», утверждая, что именно этот психологический механизм действует при распространении заблуждений:
Воронка заблуждений — удивительный и сложный феномен. Люди начинают с некоего набора взглядов и убеждений, попадают в воронку и преображаются до неузнаваемости, полностью меняя представления о мире.